# Spiropentadiène
Le spiropentadiène ou bowtiediène, est un hydrocarbure de formule C5H4. C'est le cycloalcène spiro le plus simple. Il est très instable, se décomposant même en dessous de -100 °C en raison de son énergie de liaison élevée et donc n'apparaît pas dans la nature. Sa synthèse est rapportée en 1991,. 

## Synthèse
Le spiropentadiène a été synthétisé à partir de bistriméthylsilylpropynone 1 par réaction avec du p-toluènesulfonylhydrazide en tosylhydrazone 2 suivi d’un traitement au cyanoborohydrure de sodium qui fournit l'allène 3 et de deux réactions successives au chlorocarbène généré du méthyllithium sur le dichlorométhane, qui aboutit au spiropentane 5. Le spiropentadiène 6 est directement piégé dans l'azote liquide (-196 °C) lors une double réaction d'élimination avec TBAF :

## Caractéristique
En  RMN du proton, le spiropentadiène dans du THF-d8 à -105 °C produit un singulet à δ = 7,62 ppm.

## Dérivés
Le dérivé dichlorospiropentadiène a été rapporté. Un dérivé tout silicium (trame Si5, groupes latéraux (tBuMe2Si)3Si-) est également connu.  Contrairement au spiropentadiène d'origine, ce composé est stable avec un point de fusion de 216 à 218 °C. L'angle entre les deux cycles, mesuré par analyse monocristalline aux rayons X, est de 78°.